# Lliga del Peloponnès

La Lliga del Peloponnès al 431 aC.

La Lliga del Peloponnès va ser una aliança d'estats del Peloponnès als segles VI i V aC.
Al segle vi Esparta havia esdevingut l'estat més poderós de tot el Peloponnès. Havia aconseguit 2 potents aliats, Corint i Elis. Va expulsar de Corint la tirania i va assegurar a Elis el control dels jocs olímpics. Esparta va continuar amb estratègies com aquestes per tal guanyar nous membres per a la seva lliga. Va derrotar a Tegea en una guerra de frontera i li va oferir una aliança permanent; aquest va ser el punt d'inflexió de la política exterior d'Esparta.
Molts altres estats del centre i del nord del Peloponnès es van unir a la lliga, que en algun moment va incloure tots els estats del Peloponnès tret de la Ciutat d'Argos i Acaia.
L'any 546 aC Esparta va derrotar a Argos a la batalla dels "tres-cents campions" i va garantir la seva supremacia.
La Lliga estava organitzada amb Esparta com a hegemònica, i estava controlada per un consell dels aliats dividit en dos cossos. El primer cos era l'assemblea dels espartans, i el congrés dels aliats en el qual cada aliat tenia un vot amb independència de la seua mida o del seu valor estratègic. No es pagaven tributs, excepte en temps de guerra, en els quals fins a un terç dels seus militars podia ser reclamat.
Esparta era el centre de la lliga. Només Esparta podia convocar el consell i només podien haver-hi aliances amb Esparta.
Després de les guerres mèdiques la Lliga del Peloponnès va créixer fins a formar la Lliga Hel·lènica, de la qual també formaven part Atenes així com altres estats. La Lliga Hel·lènica va ser dirigida per Pausànies i després per Cimó II d'Atenes. Esparta la va abandonar i va tornar a fundar la Lliga del Peloponnès amb els seus aliats originals.
La lluita entre els membres restants de la Lliga hel·lènica i la Lliga del Peloponnès van donar lloc a la Guerra del Peloponnès